# Vittorio Schifilliti
Vittorio Schifilliti (Messina, 7 dicembre 1952) è un allenatore di calcio ed ex calciatore italiano, di ruolo centrocampista offensivo o attaccante.

## Carriera

### Giocatore
Vanta 3 presenze e 2 reti in Serie A con la maglia del Catania nella stagione 1970-1971. Esordisce in Serie A nella sfida interna contro il Foggia il 14 marzo 1971 sostituendo al 62' Baisi, e dopo 13 minuti va in rete sbloccando il risultato (finirà poi 2-0 per gli etnei). Gioca quindi da titolare la sfida interna contro il Bologna e quella esterna col Cagliari, nella quale realizza al 2' la rete del provvisorio vantaggio rossazzurro (finirà poi 1-1)
In seguito, dopo aver disputato col Catania anche il campionato di Serie B 1971-1972 (9 presenze ed una rete), ha continuato la carriera in Serie C, soprattutto nell'Akragas e in altre squadre Siciliane.

### Allenatore
Smessi i panni di calciatore, è diventato allenatore nelle categorie minori siciliane.

## Palmarès

### Giocatore

#### Competizioni nazionali
- Serie D: 2

Vittoria: 1977-1978
Akragas: 1980-1981
- Serie C2: 1

Licata: 1984-1985